# Хохлова Ірина Вікторівна
Іри́на Ві́кторівна Хохло́ва (29 січня 1990, Амвросіївка, Донецька область) — українська спортсменка з сучасного п'ятиборства. Майстер спорту України міжнародного класу.

## Життєпис
Студентка Донецького національного університету економіки і торгівлі.
Перші тренери — Сергій Кудрявцев, Микола Іванов.
Хобі — книги, комп'ютер, музика.
В серпні 2013 року збірна України посіла перше місце в жіночій естафеті на чемпіонаті світу, який проходив у тайванському Гаосюні. В складі збірної України виступали Вікторія Терещук, Ганна Буряк та Ірина Хохлова.
2014 року переїхала до Аргентини, одружившись з аргентинським атлетом Емануелем Сапатою.
У березні 2016 виконком МОК дозволив Хохловій представляти Аргентину на літніх Олімпійських іграх 2016 в Ріо-де-Жанейро.

## Спортивні досягнення
Срібна призерка чемпіонату Європи з сучасного п'ятиборства 2012, Софія, Болгарія:
| Фехтування | Фехтування | Фехтування | Плавання | Плавання | Плавання | Конкур | Конкур | Біг + стрільба | Біг + стрільба | Біг + стрільба | Всього |
| Уколи      | Очки       | Місце      | Час      | Очки     | Місце    | Очки   | Місце  | Час            | Очки           | Місце          | Всього |
| ---------- | ---------- | ---------- | -------- | -------- | -------- | ------ | ------ | -------------- | -------------- | -------------- | ------ |
| 22         | 972        | 5          | 2:15.74  | 1172     | 6        | 1180   | 23     | 11:58.98       | 2128           | 7              | 5452   |